# Bezirksamt Baden

Lage der Bezirksämter in Baden im Jahr 1890

Das Bezirksamt Baden war seit circa 1810 ein Amt im Großherzogtum Baden und der Republik Baden. Es erstreckte sich im Wesentlichen über das heutige Stadtgebiet von Baden-Baden und wurde 1924 im Rahmen einer neuen Verwaltungsgliederung aufgelöst.

## Geschichte
Das Bezirksamt Baden ging aus einem älteren Amt bzw. Oberamt hervor. Es gehörte zunächst zum Murg-Kreis, der 1819 aufgelöst wurde. Nun gehörte das Bezirksamt zum Murg- und Pfinz-Kreis.
Mit der Verordnung vom 18. Januar 1924 wurden in der Republik Baden 13 Amtsbezirke aufgehoben, darunter auch das Bezirksamt Baden. Sinzheim kam zum Bezirksamt Bühl, die Stadt Baden (ab 1931 Baden-Baden) und die restlichen Gemeinden des Bezirksamts Baden zum Bezirksamt Rastatt, das am 1. Januar 1939 zum Landkreis Rastatt umbenannt wurde. Am 24. Juni 1939 wurde die Stadt Baden-Baden als selbstständiger Stadtkreis aus dem Landkreis Rastatt ausgegliedert.

## Amtsvorsteher
- 1809–1819: Johann Nepomuk Schnetzler
- 1819–1826: Schanz
- 1827–1827: Franz Betz
- 1827–1834: Franz Xaver Mahler
- 1834–1835: Franz Henzler
- 1836–1849: Ludwig von Theobald
- 1849–1862: Konrad Kuntz
- 1862–1886: August Göler von Ravensburg
- 1886–1890: Karl Richard
- 1890–1893: Richard Reinhard
- 1893–1907: Wilhelm Haape
- 1907–1908: Wolfgang von Preen
- 1908–1913: Edmund Lang
- 1913–1924: Heinrich Freiherr von Reck